# 컴퓨터 하드웨어 포트

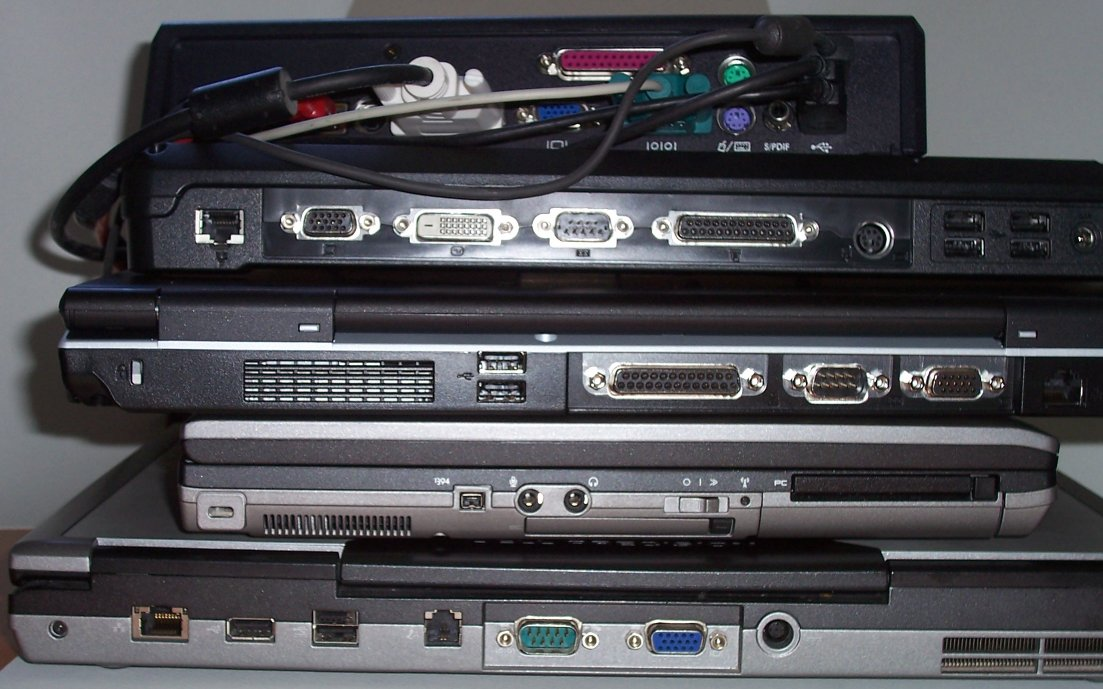
다양한 랩톱의 컴퓨터 커넥터 소켓 예시

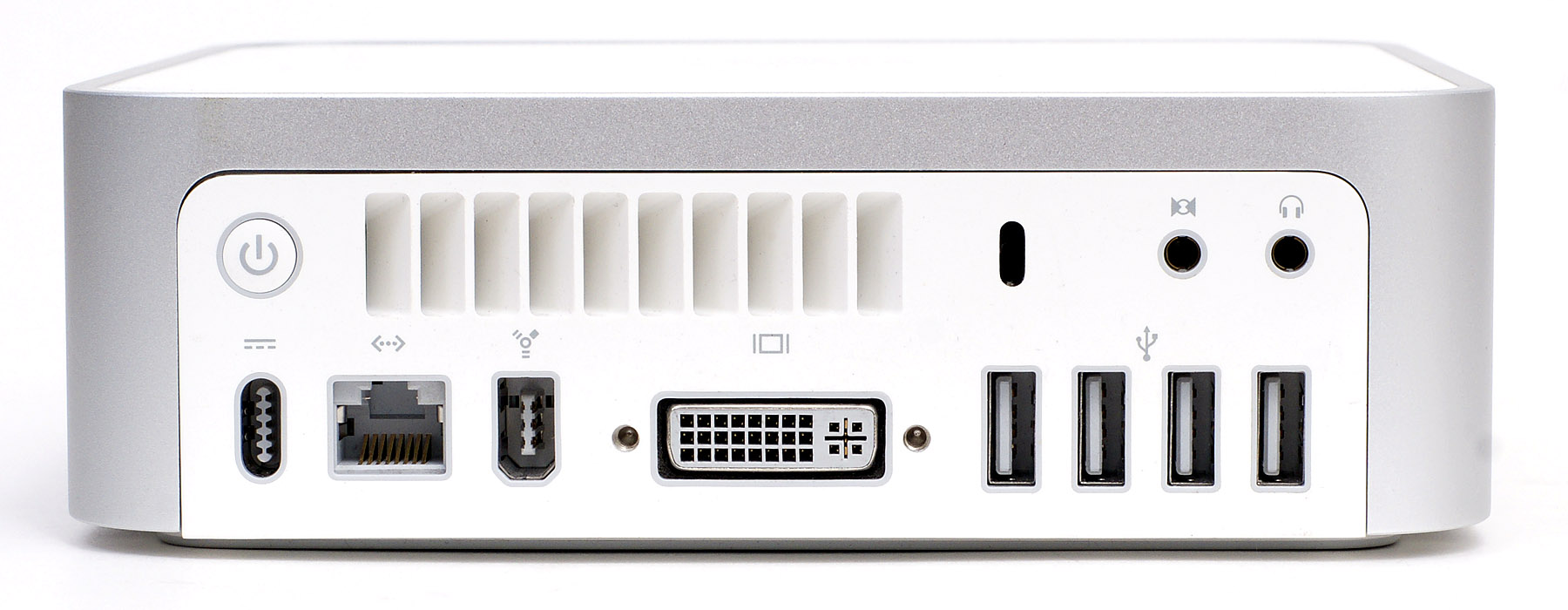
Apple 맥 미니 (2005) 후면의 포트

컴퓨터 하드웨어에서 컴퓨터 포트(computer port, 문화어: 콤퓨터포구)는 컴퓨터에 있는 컴퓨터 하드웨어 부품으로, 전기 단자를 꽂아 장치를 다른 컴퓨터, 주변 장치 또는 네트워크 장비와 같은 외부 장치에 연결할 수 있는 자리이다. 이는 표준화되지 않은 용어이다.
전자적으로, 포트와 케이블 접점이 연결되는 여러 도체는 장치 간에 데이터 신호를 전송하는 방법을 제공한다.
구부러진 핀은 컴퓨터에 부착된 커넥터보다 케이블에서 교체하기 쉽기 때문에 인터페이스의 고정된 측면에 암 커넥터를 사용하는 것이 일반적이었다.
일반적으로 사용되는 컴퓨터 포트는 원형(PS/2 등), 직사각형(FireWire 등), 정사각형(텔레폰 플러그), 사다리꼴(D-sub – 구형 프린터 포트는 DB-25였다) 등 다양한 형태를 가지고 있다. 물리적 속성과 기능에 대한 일부 표준화가 이루어져 있다. 예를 들어, 대부분의 컴퓨터에는 키보드 포트(현재 USB 포트라고 불리는 USB와 유사한 콘센트)가 있어서 키보드를 연결한다.
물리적으로 동일한 커넥터가 특히 구형 개인용 컴퓨터 시스템이나 현재의 Microsoft Windows 호환성 가이드에 따라 일반적으로 설계되지 않은 시스템에서 매우 다른 표준에 사용될 수 있다. 예를 들어, 원래 IBM PC의 9핀 D-subminiature 커넥터는 흑백 비디오, 컬러 아날로그 비디오(두 가지 호환되지 않는 표준), 조이스틱 인터페이스 또는 MIDI 악기 디지털 제어 인터페이스에 사용될 수 있었다. 원래 IBM PC에는 또한 두 개의 동일한 5핀 DIN 커넥터가 있었는데, 하나는 키보드에, 다른 하나는 카세트 레코더 인터페이스에 사용되었다. 이 둘은 상호 교환할 수 없었다. 더 작은 미니-DIN 커넥터는 키보드와 두 가지 다른 종류의 마우스에 다양하게 사용되었다. 구형 매킨토시 계열 컴퓨터는 미니-DIN을 직렬 포트 또는 IBM 계열 시스템과는 다른 표준의 키보드 커넥터에 사용했다.

## 전기 신호 전송
전자적으로, 하드웨어 포트는 신호 전송 방식에 따라 거의 항상 두 가지 그룹으로 나눌 수 있다:
- 아날로그 포트
- 디지털 포트:
  - 병렬 포트는 여러 세트의 전선을 통해 여러 비트를 동시에 보낸다.
  - 직렬 포트는 단일 전선 쌍(접지 및 +/-)을 통해 한 번에 한 비트씩 보내고 받는다.

포트가 연결되면 일반적으로 데이터가 전송되기 전에 전송 유형, 전송 속도 및 기타 필요한 정보가 공유되는 핸드셰이킹이 필요하다.
핫 스와핑이 가능한 포트는 장비가 작동 중일 때 연결할 수 있다. 개인용 컴퓨터의 거의 모든 포트는 핫 스와핑이 가능하다.
플러그 앤 플레이 포트는 핫 스와핑이 완료되는 즉시 연결된 장치가 자동으로 핸드셰이킹을 시작하도록 설계되었다. USB 포트와 FireWire 포트는 플러그 앤 플레이 방식이다.
자동 감지 또는 자동 인식 포트는 일반적으로 플러그 앤 플레이 방식이지만, 또 다른 종류의 편의성을 제공한다. 자동 감지 포트는 어떤 종류의 장치가 연결되었는지 자동으로 판단할 수 있을 뿐만 아니라, 포트 자체의 목적이 무엇인지도 판단한다. 예를 들어, 일부 사운드 카드는 여러 가지 다른 유형의 오디오 스피커를 연결할 수 있게 하며, 그러면 컴퓨터 화면에 대화 상자가 나타나 스피커가 서라운드 사운드 설치를 위한 왼쪽, 오른쪽, 전면 또는 후면인지 묻는다. 사용자의 응답에 따라 포트의 목적이 결정되는데, 이 포트는 물리적으로 1/8인치 팁-링-슬리브 미니 잭이다. 일부 자동 감지 포트는 심지어 컨텍스트에 따라 입력과 출력 사이를 전환할 수도 있다.
2006년 현재, 제조업체들은 개인용 컴퓨터의 포트와 관련된 색상을 거의 표준화했지만, 보장은 없다. 다음은 간략한 목록이다.
- 주황색, 보라색 또는 회색: 키보드 PS/2
- 녹색: 마우스 PS/2
- 파란색 또는 마젠타색: 병렬 프린터 DB-25
- 황색: 직렬 DB-25 또는 DB-9
- 파스텔 핑크색: 마이크 1/8인치 스테레오(TRS) 미니잭
- 파스텔 녹색: 스피커 1/8인치 스테레오(TRS) 미니잭

또한, USB 포트는 사양 및 데이터 전송 속도에 따라 색상 코드가 부여되어 있다. 예를 들어, USB 1.x 및 2.x 포트는 일반적으로 흰색 또는 검은색이고, USB 3.0 포트는 파란색이다. SuperSpeed+ 커넥터는 청록색이다.
영상 장비(FireWire 포트도 다른 장치와 함께)에 사용되는 FireWire 포트는 4핀 또는 6핀일 수 있다. 6핀 연결의 추가 도체 두 개는 전력을 전달한다. 이 때문에 캠코더와 같은 자체 전원 공급 장치는 카메라 측은 4핀이고 컴퓨터 측은 6핀인 케이블로 연결되는 경우가 많으며, 두 개의 전력 도체는 단순히 무시된다. 이것은 또한 랩톱 컴퓨터가 일반적으로 4핀 FireWire 포트만 가지고 있는 이유이기도 한데, 6핀 연결에서 제공되는 전력을 필요로 하는 장치의 요구 사항을 충족할 만큼 충분한 전력을 제공할 수 없기 때문이다.
광섬유, 마이크로파 및 기타 기술(예: 양자)은 금속선이 이러한 기술의 신호 전송에 효과적이지 않기 때문에 다른 종류의 연결을 사용한다. 광학 연결은 일반적으로 광택 처리된 유리 또는 플라스틱 인터페이스이며, 두 인터페이스 표면 사이의 굴절을 줄이는 오일이 있을 수 있다. 마이크로파는 파이프를 통해 전도되는데, 이는 마이크로파 타워를 통해 "깔때기"가 파이프로 이어지는 것을 대규모로 보면 알 수 있다.
하드웨어 포트 트렁킹 (HPT)은 여러 하드웨어 포트를 단일 그룹으로 결합하여, 때로는 이중 접근 방식이라고도 불리는 더 높은 대역폭을 가진 단일 연결을 효과적으로 생성하는 기술이다. 이 기술은 또한 하나의 포트 고장이 중단이 아닌 속도 저하를 의미할 수 있으므로 더 높은 수준의 내결함성을 제공한다. 이와 대조적으로 소프트웨어 포트 트렁킹 (SPT)에서는 두 에이전트(웹사이트, 채널 등)가 동일한 효과로 하나로 묶인다. 즉, ISDN B1(64K) + B2(64K)는 128K의 데이터 처리량을 제공한다.
2014년에 발표된 USB-C 표준은 이전 커넥터를 대체하며, (전기적으로는 아니지만) 양방향으로 플러그를 꽂을 수 있다는 점에서 가역적이다. 가역 플러그는 대칭적인 핀 배열을 가지고 있다. 다른 가역 커넥터로는 애플의 라이트닝이 있다.

## 포트의 종류

### 디지털 비주얼 인터페이스

디지털 비주얼 인터페이스
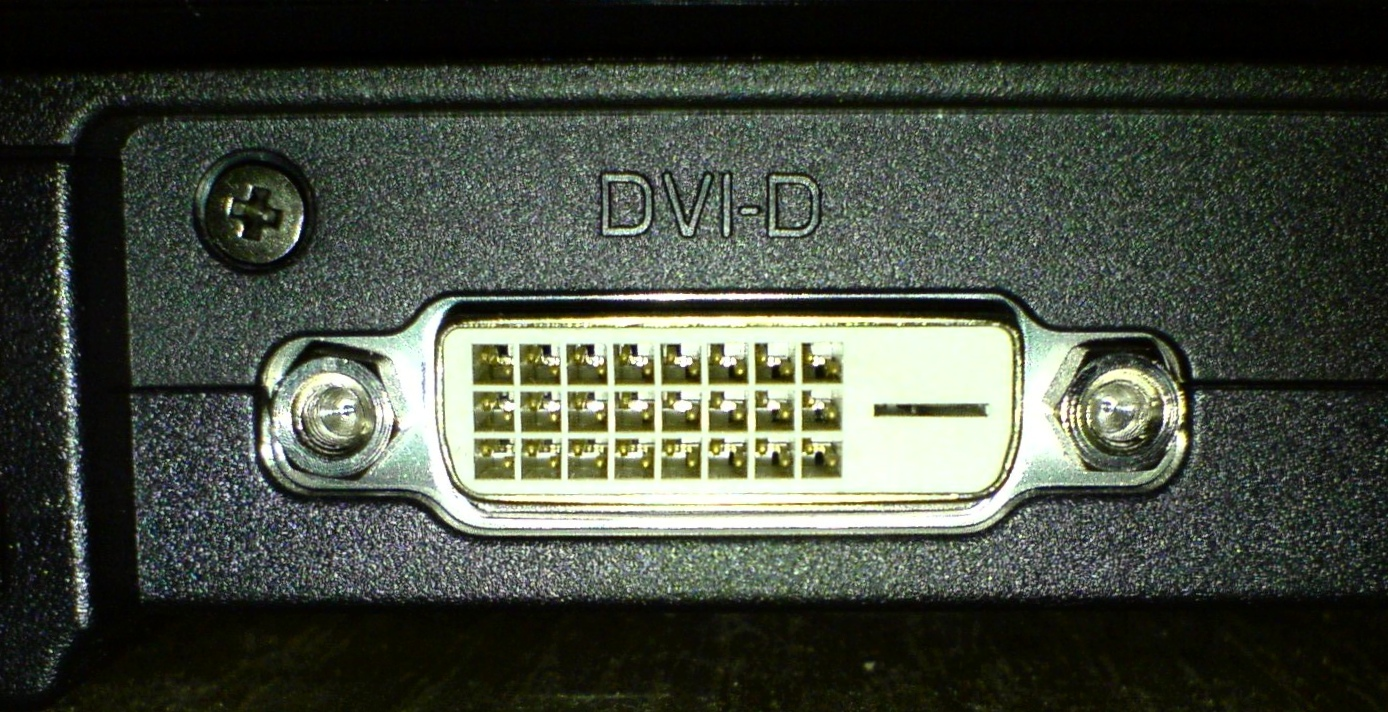
DVI 포트
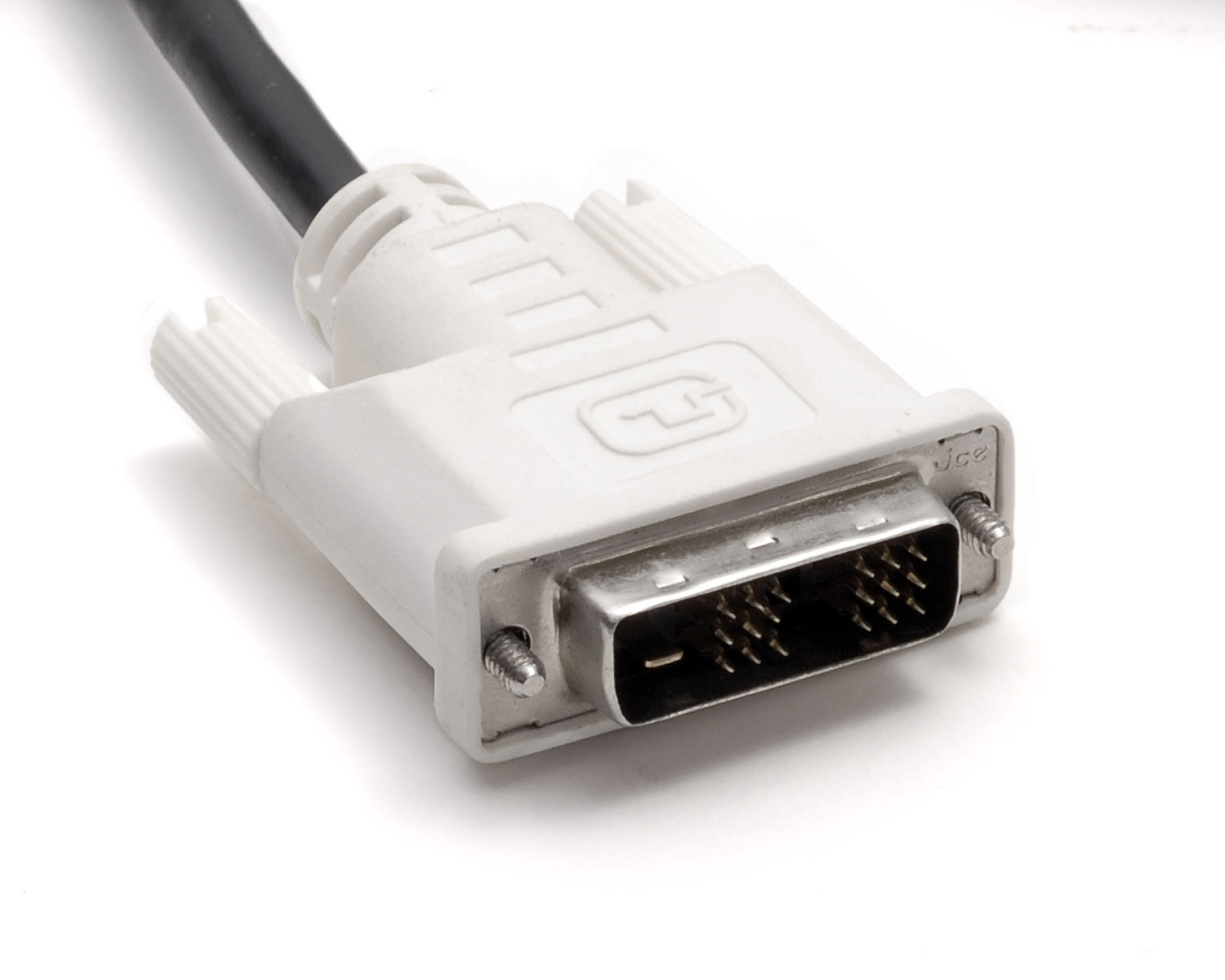
케이블
DVI

### 디스플레이포트

디스플레이포트
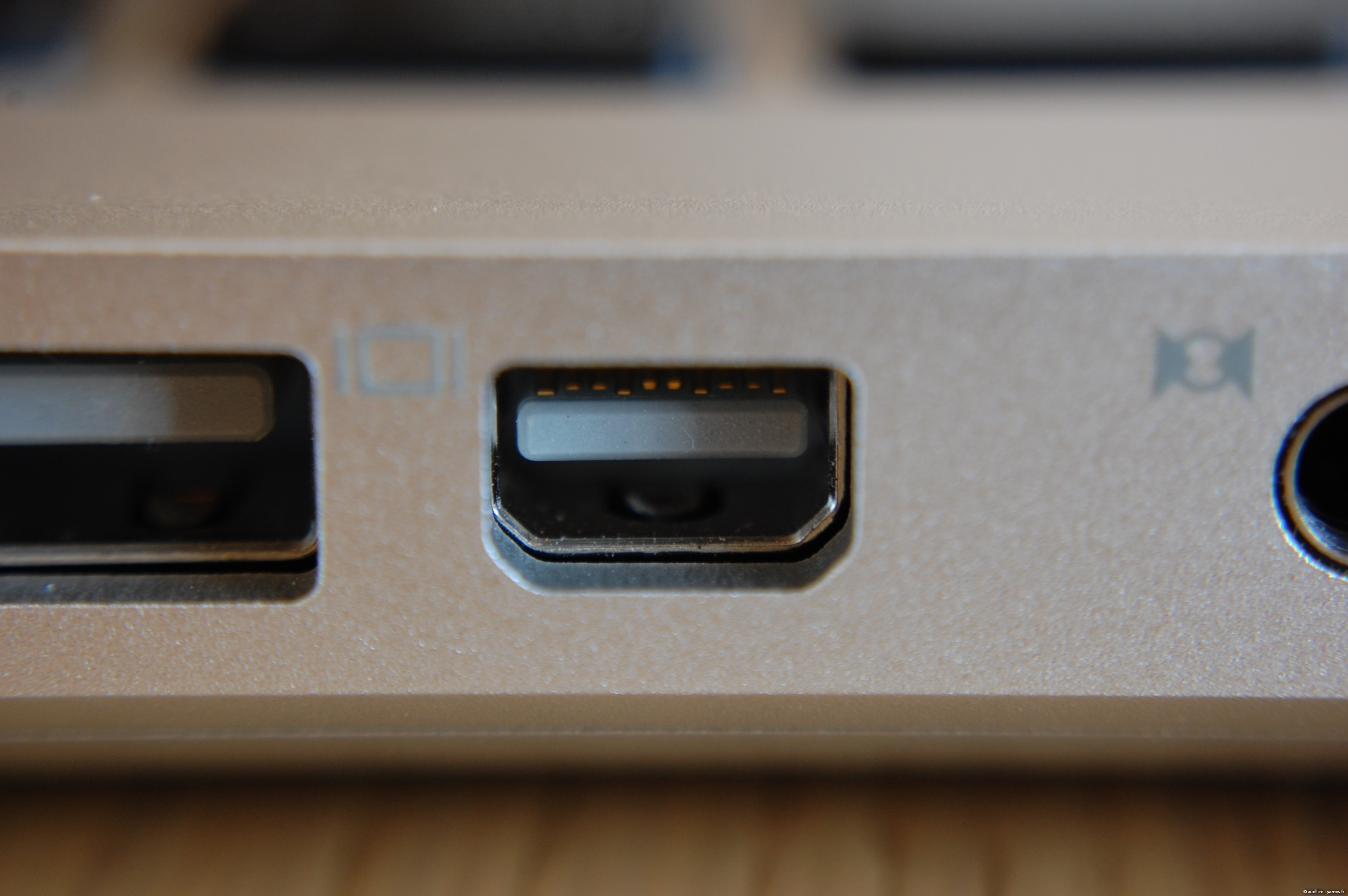
미니 디스플레이포트
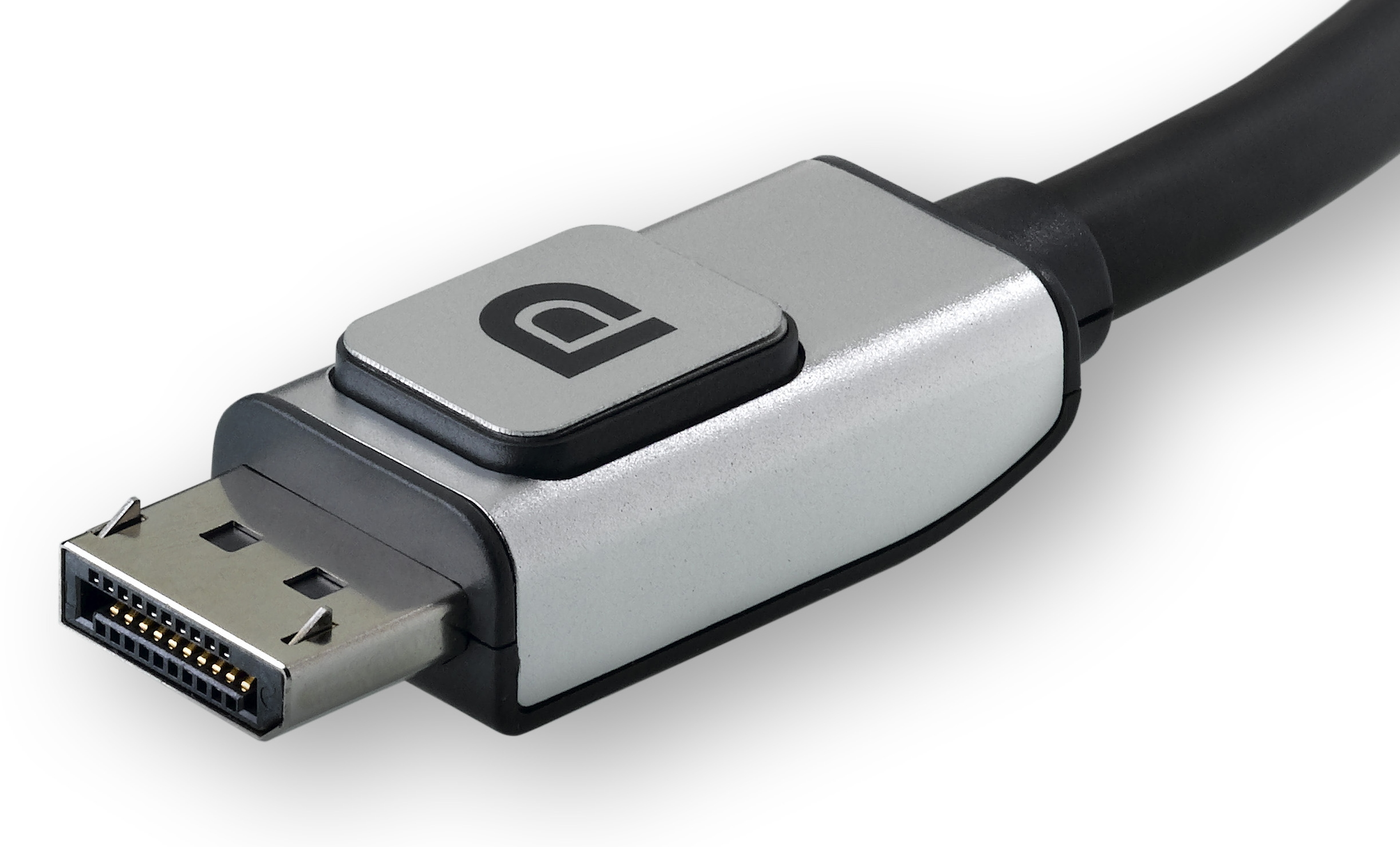
디스플레이포트 케이블
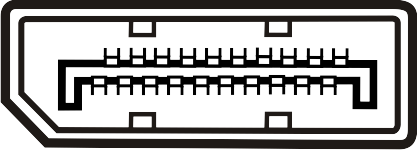
디스플레이포트

### eSATA

ESata
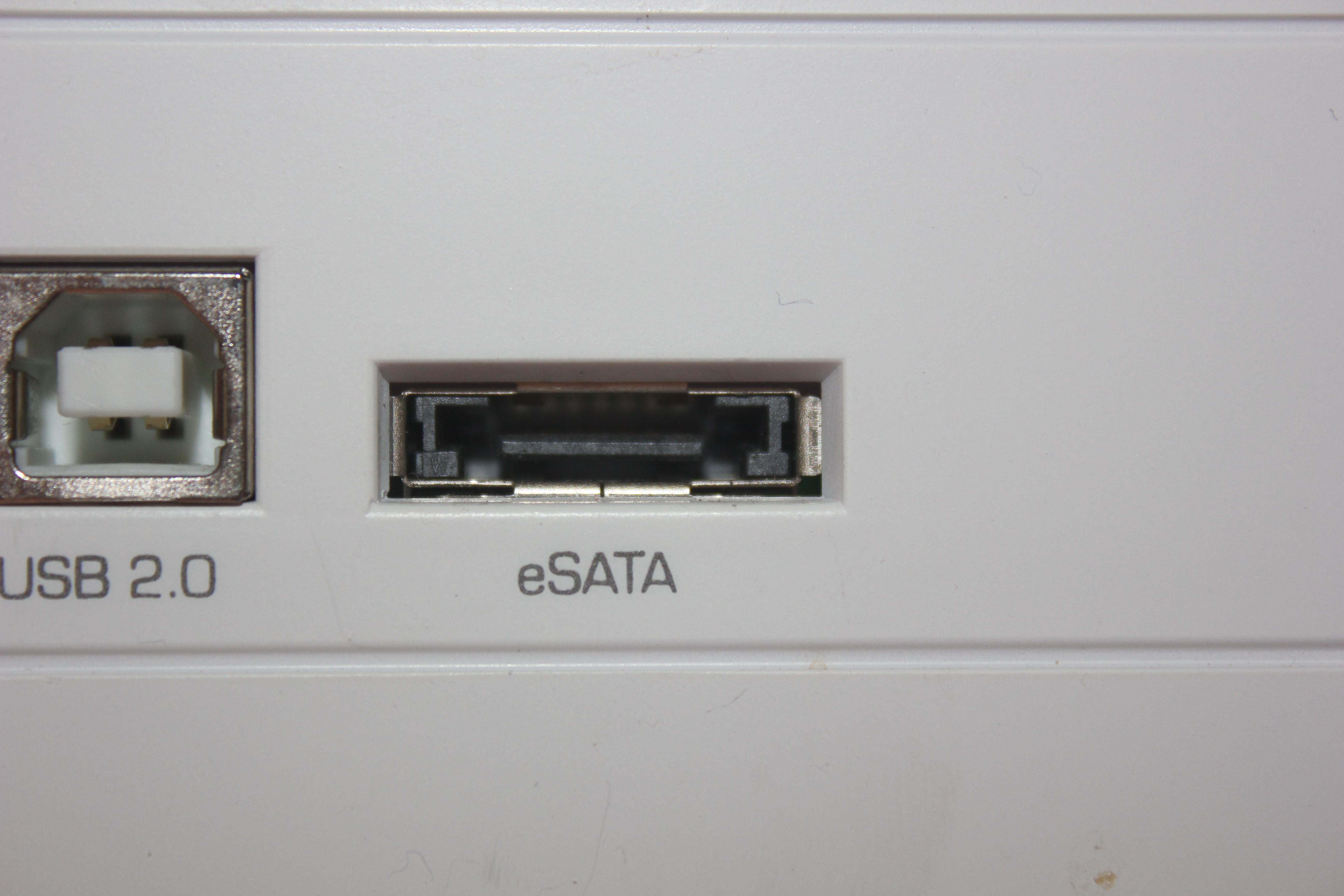
하드 드라이브 도크에 표시됨
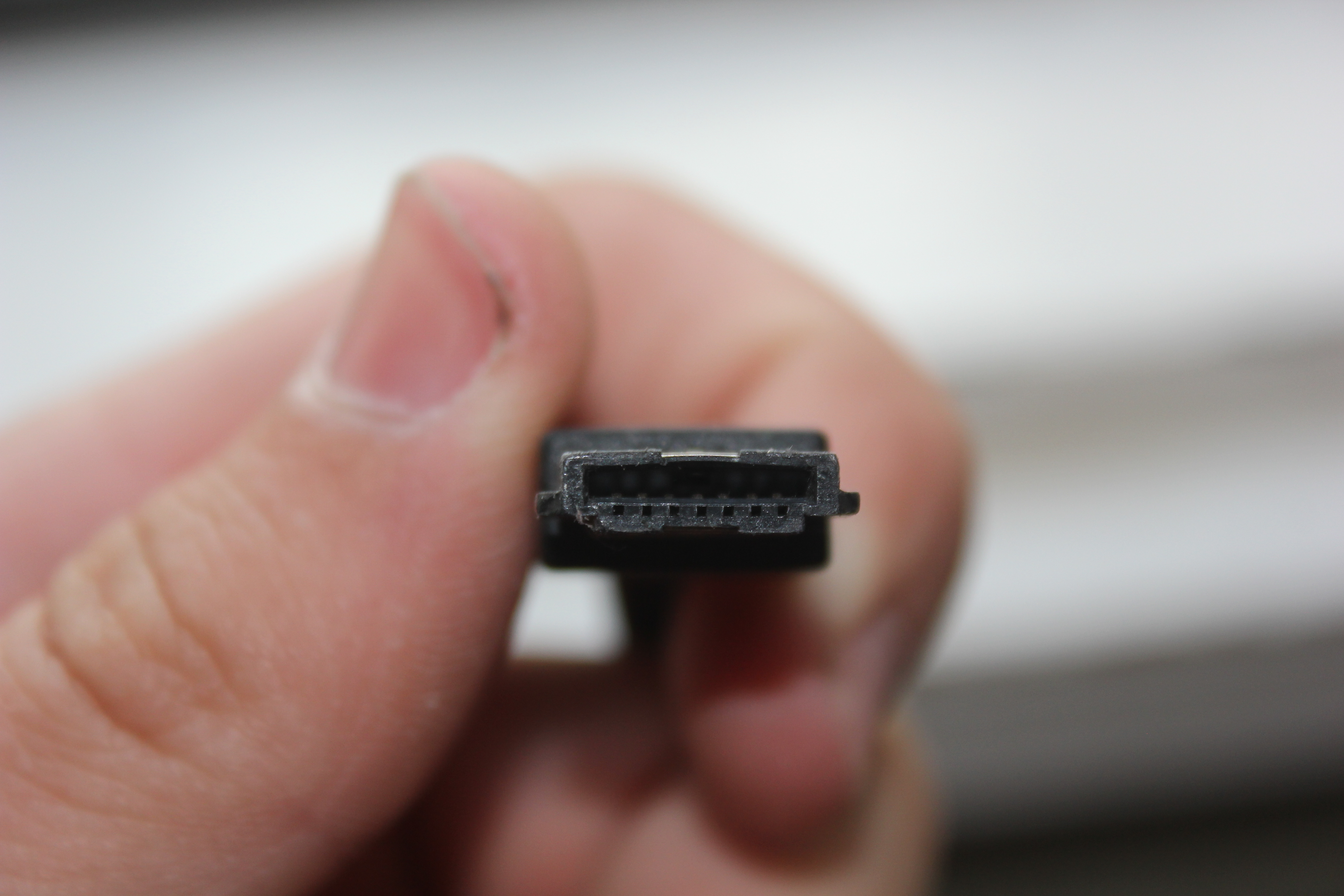
케이블

### HDMI

HDMI
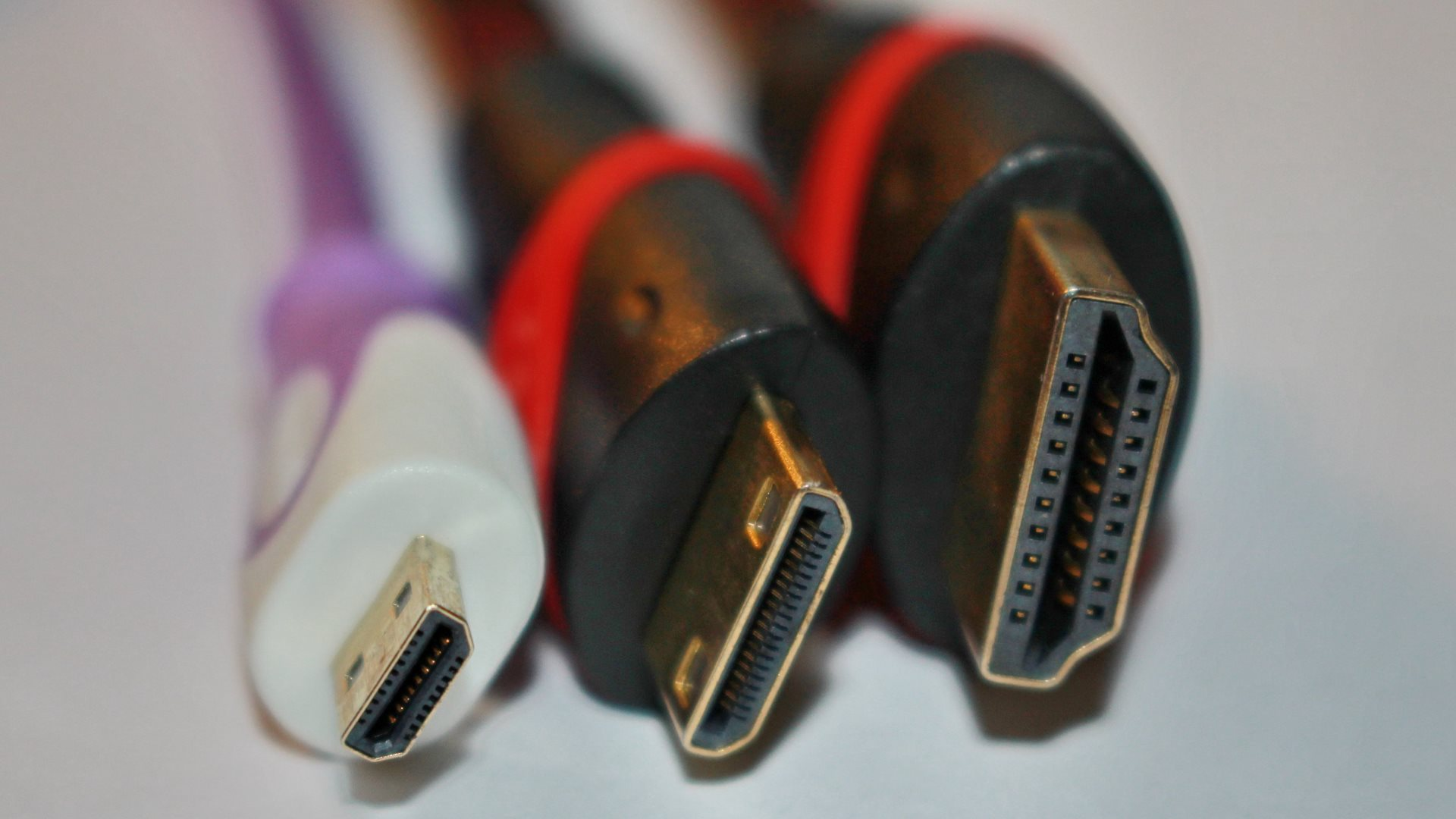
HDMI, Mini-HDMI, 그리고 Micro HDMI 케이블
HDMI

### PS/2

PS/2 단자
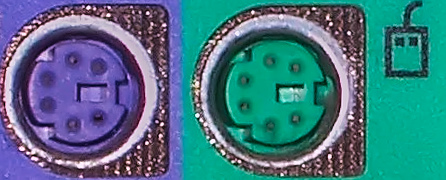
색상 코드
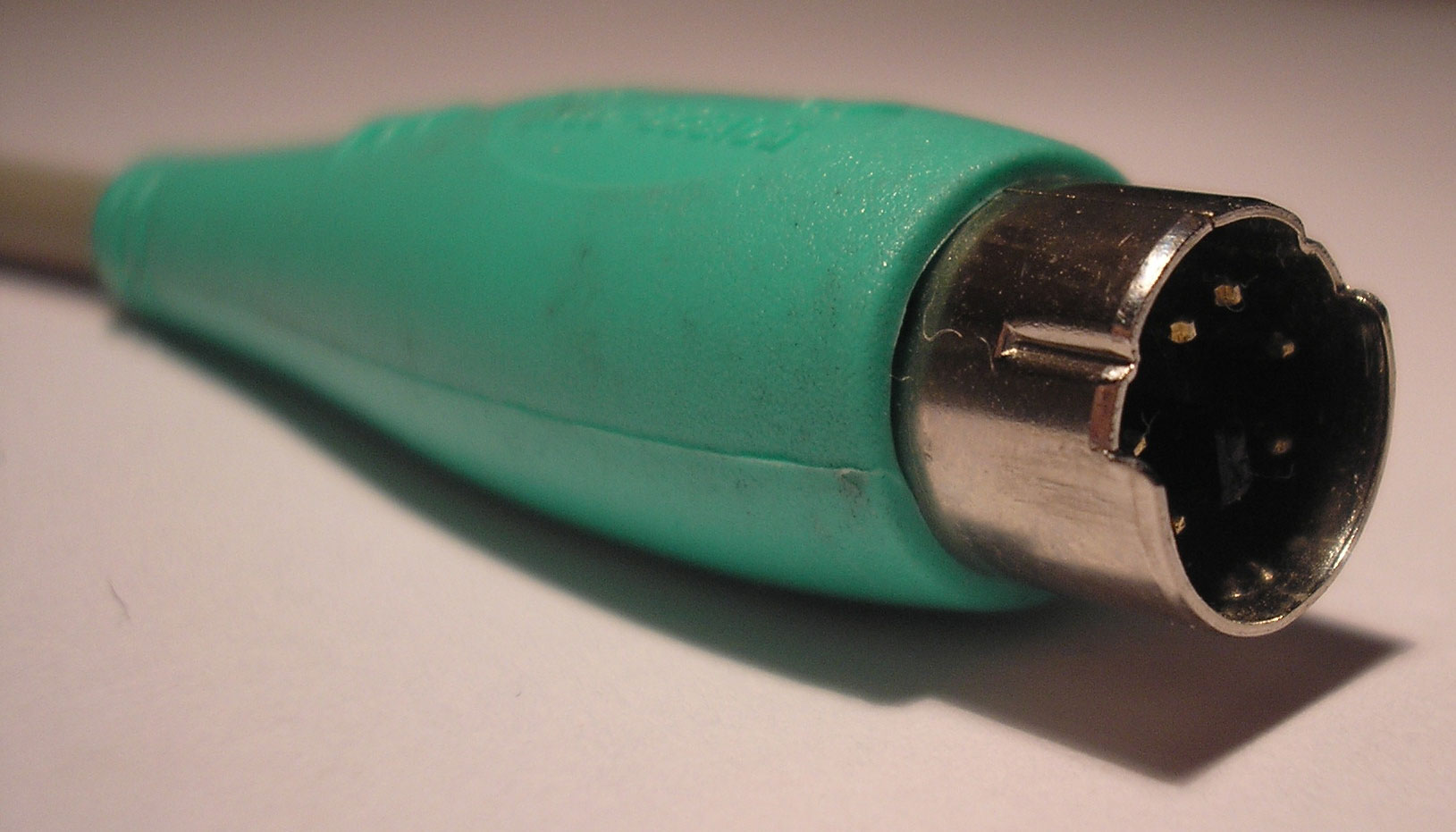
케이블
미니 DIN 단자

### 직렬

직렬 포트
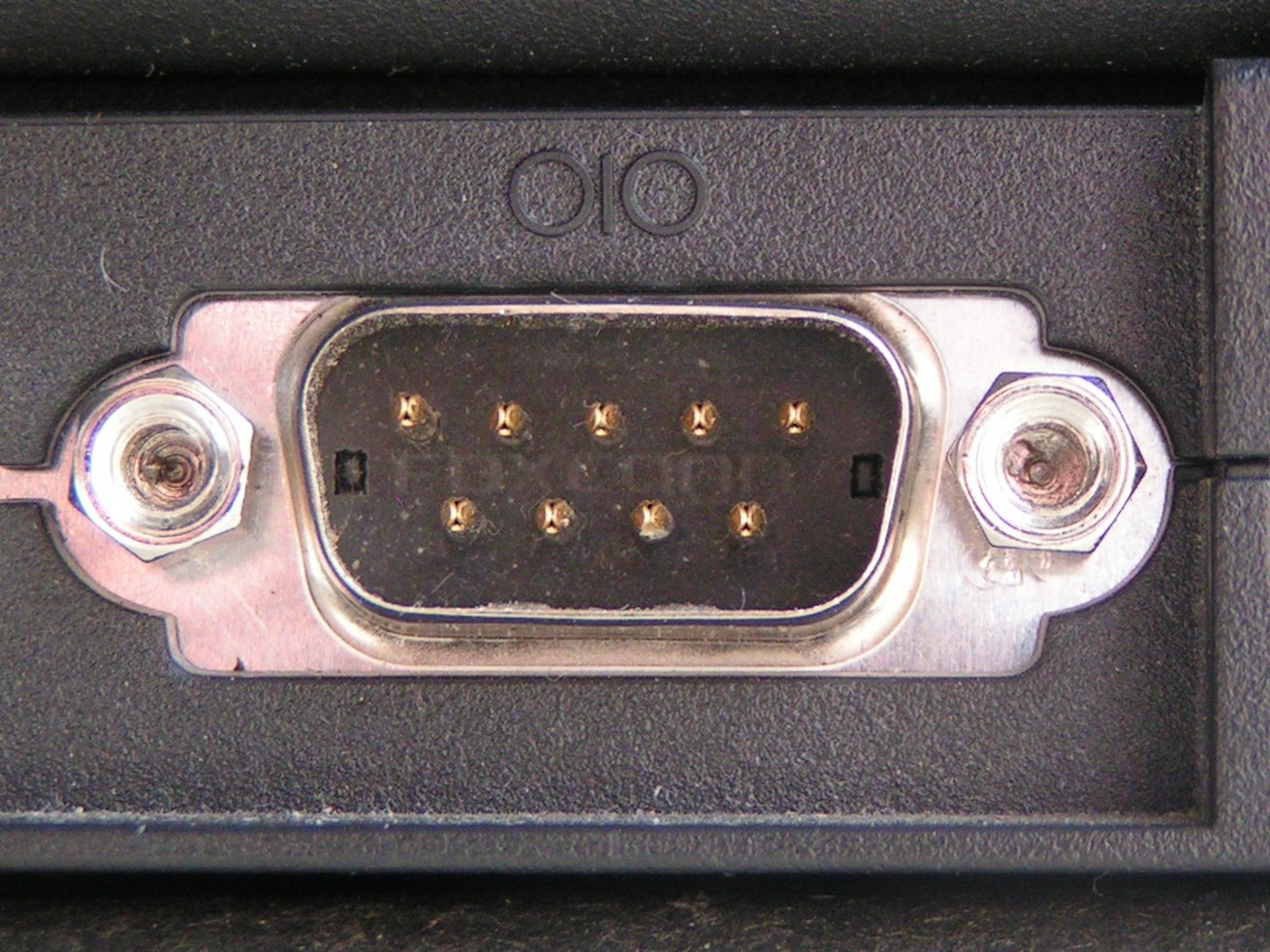
직렬 포트
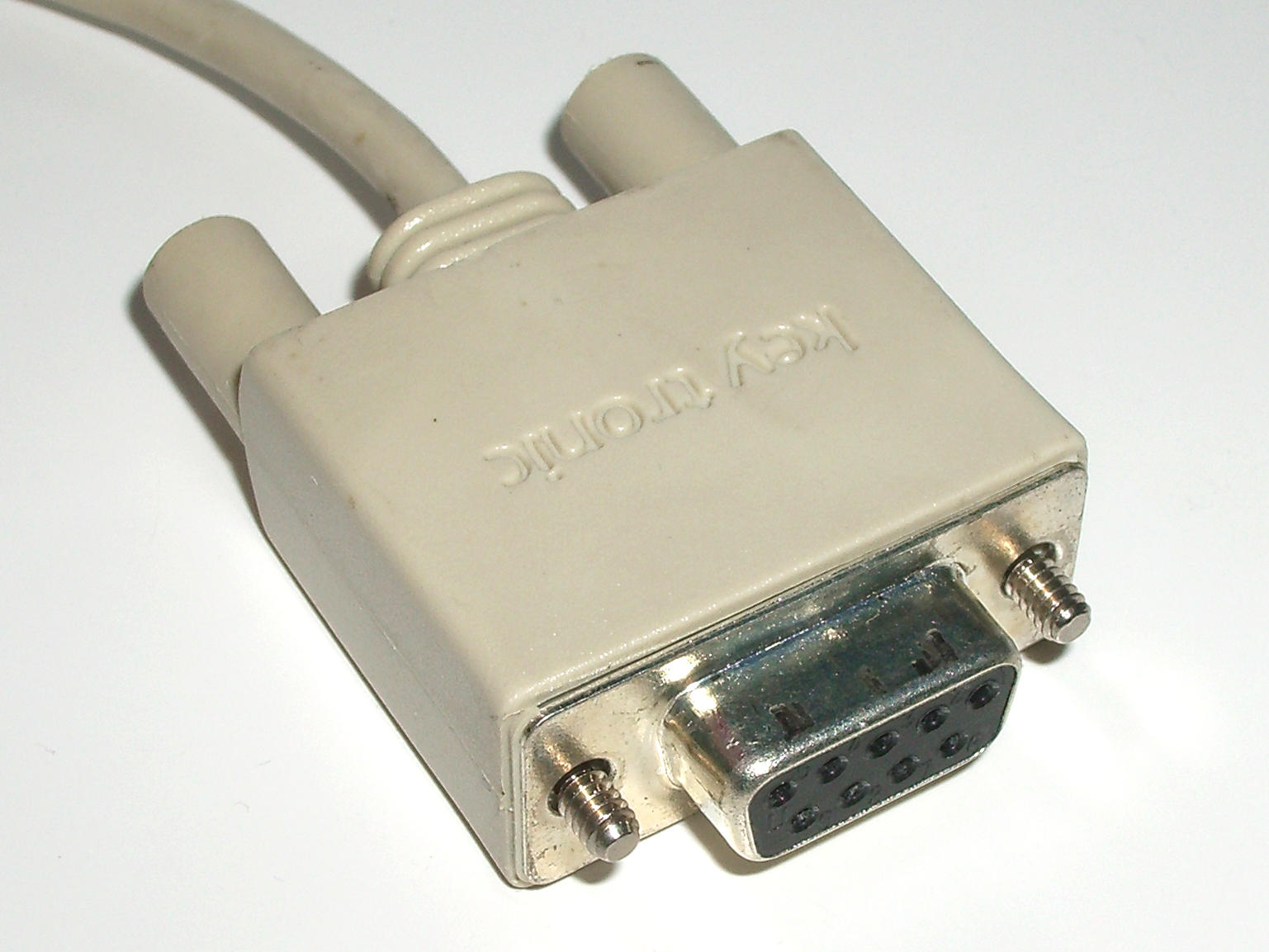
케이블
DE-9

VGA 단자
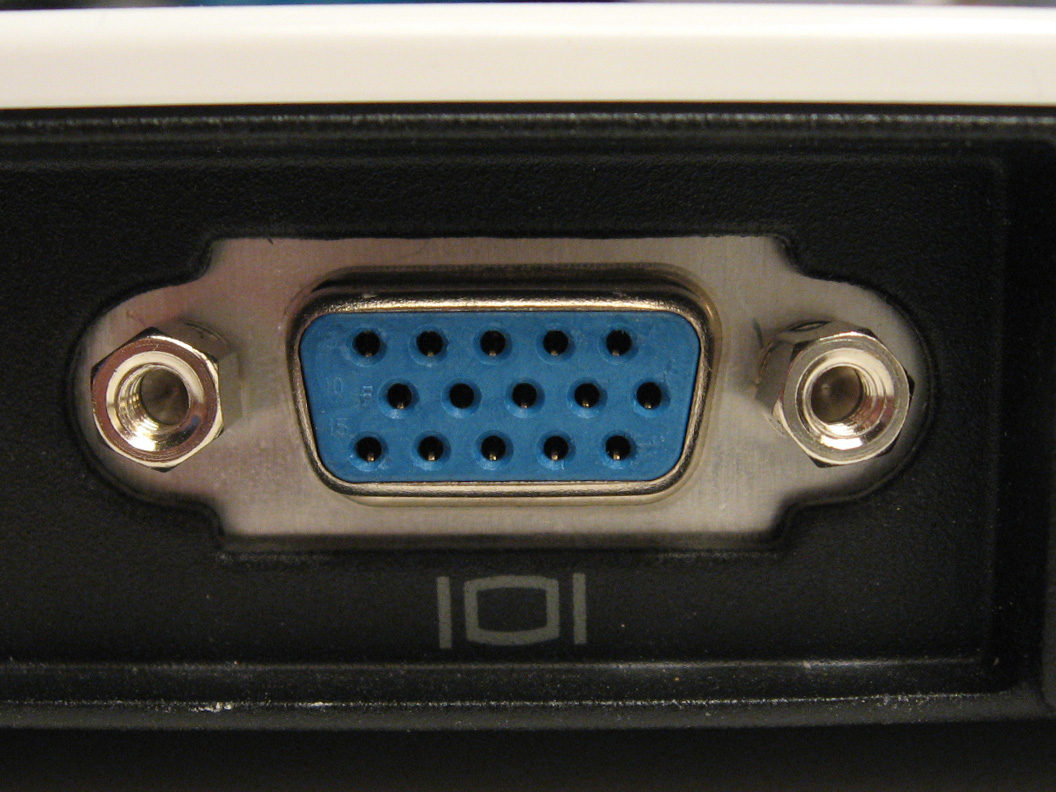
VGA 포트
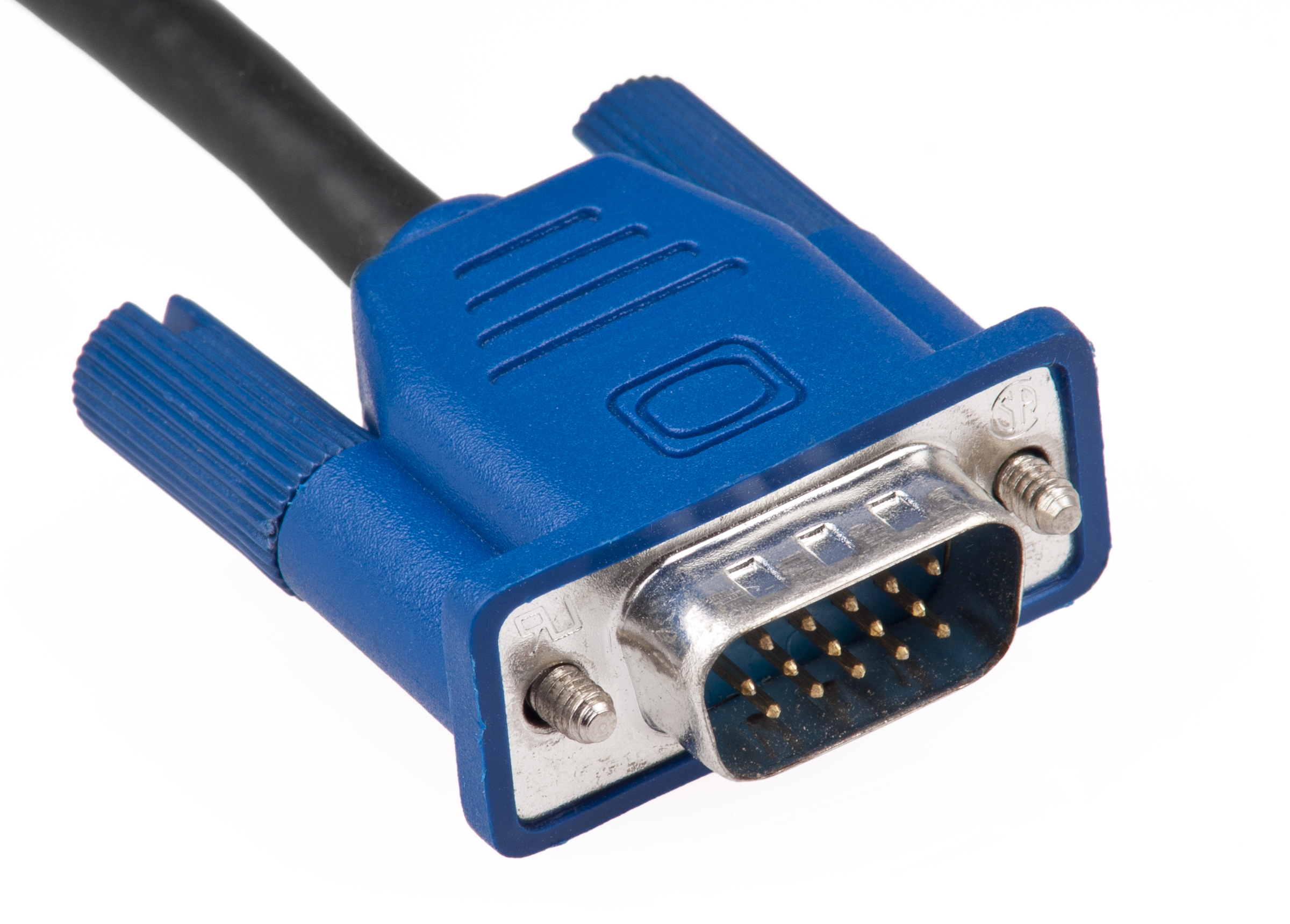
케이블
D-sub 15

### SCSI

SCSI
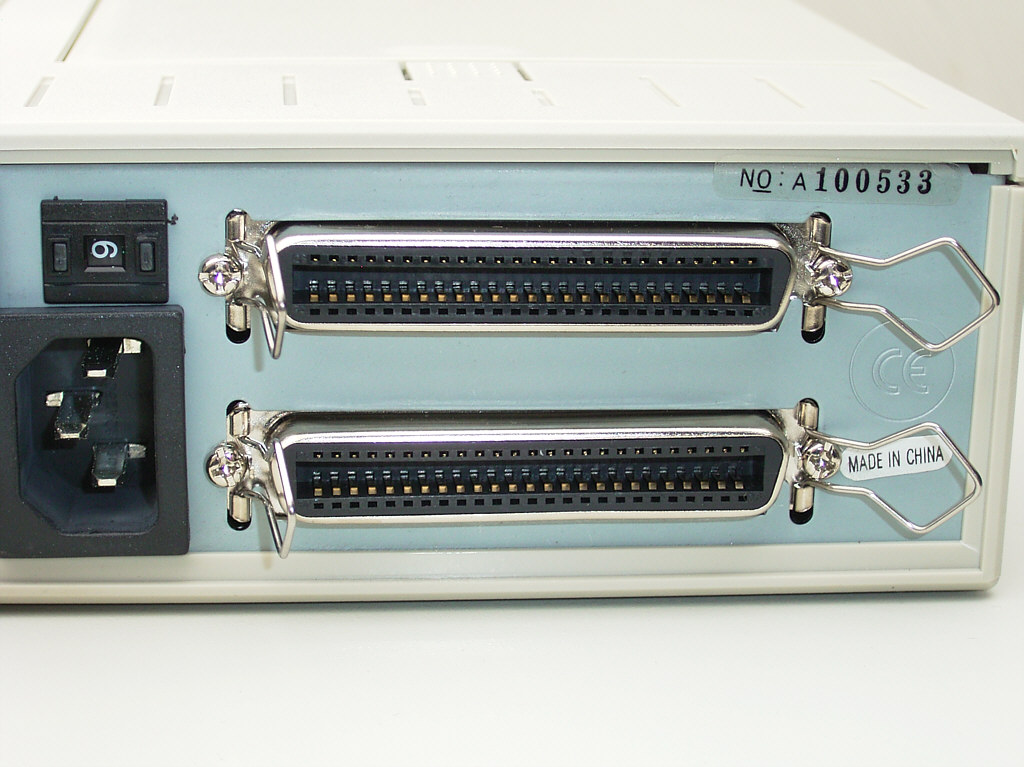
SCSI 포트
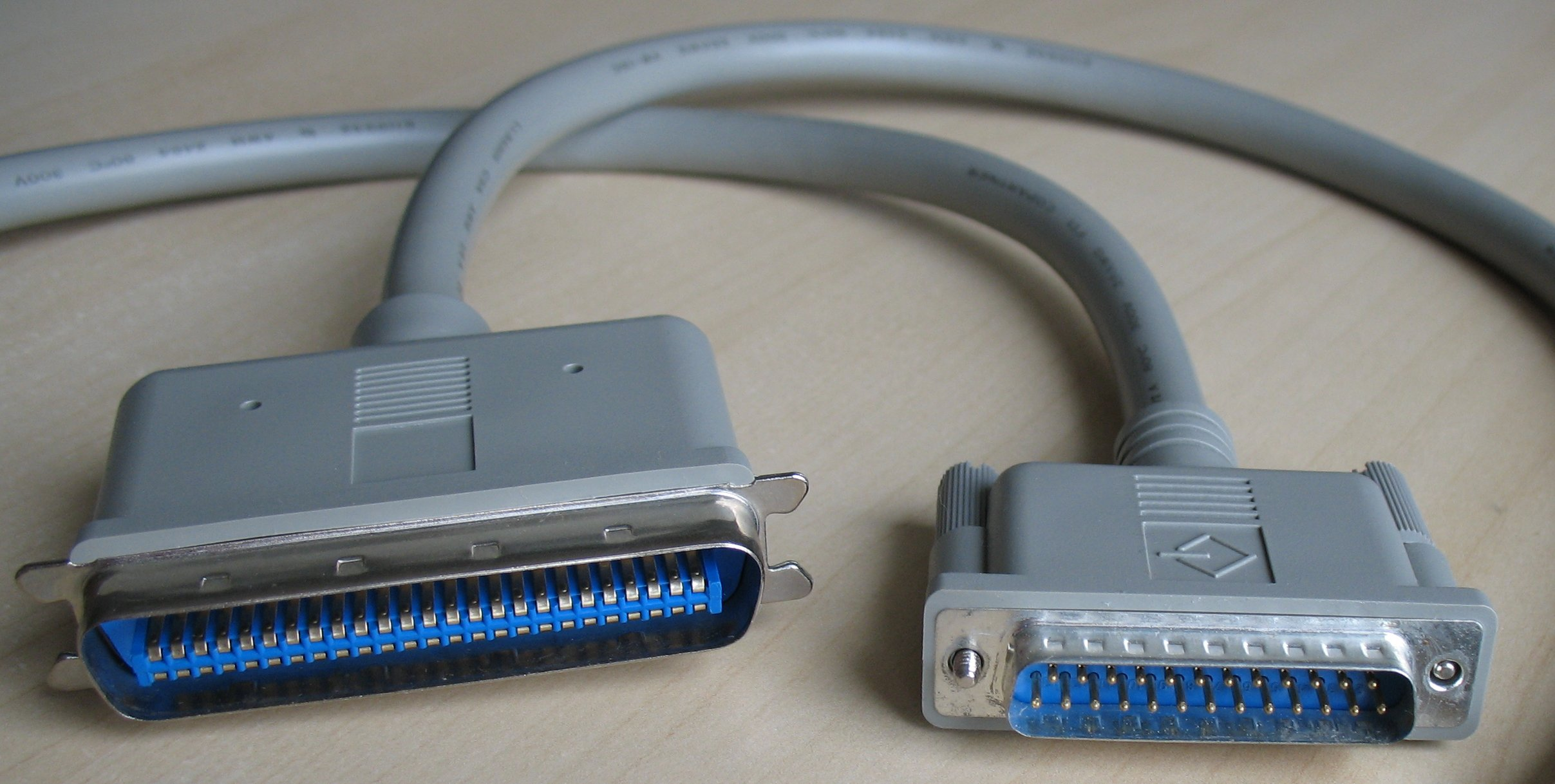
SCSI 케이블

### USB

USB
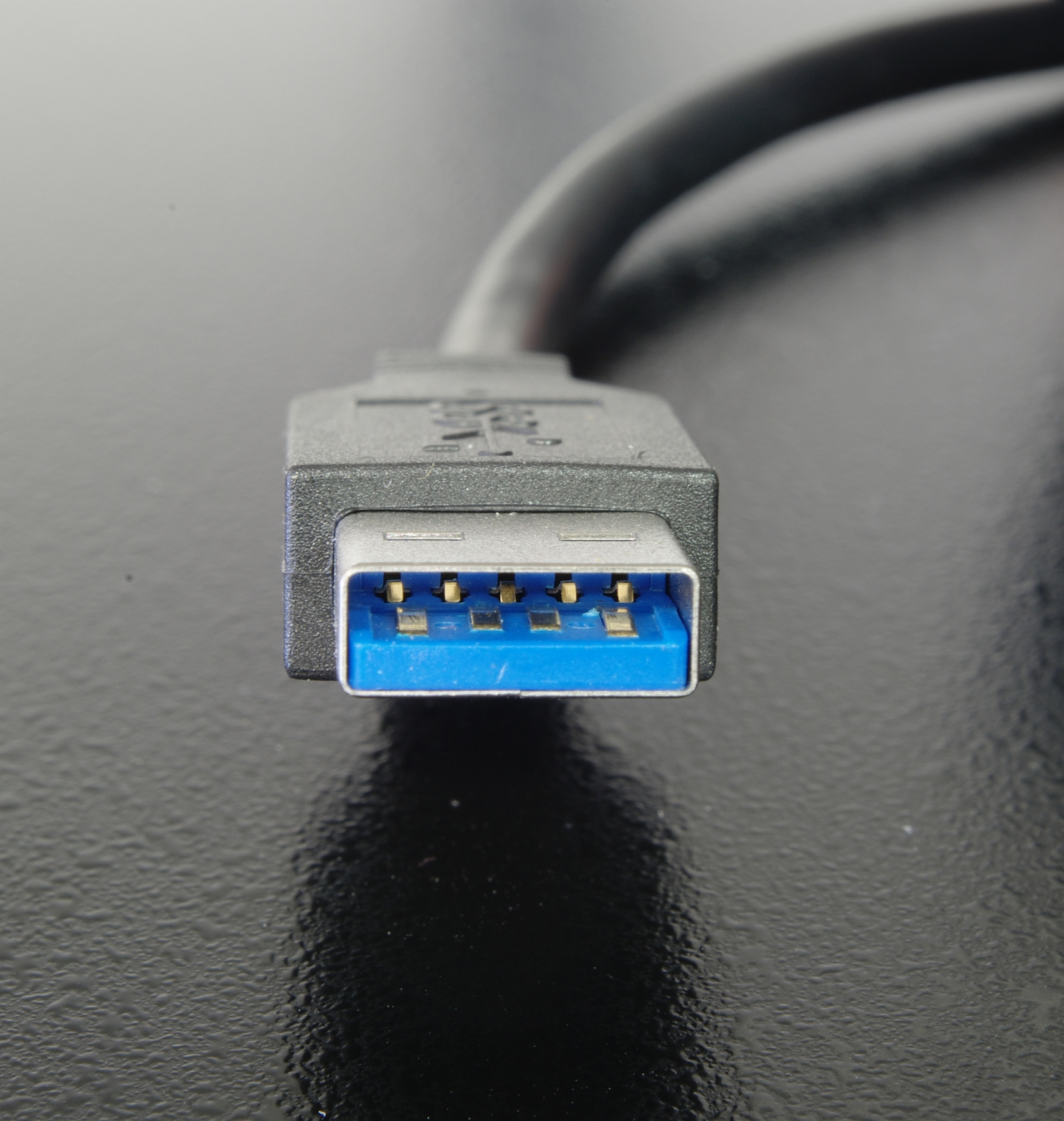
USB 3 케이블
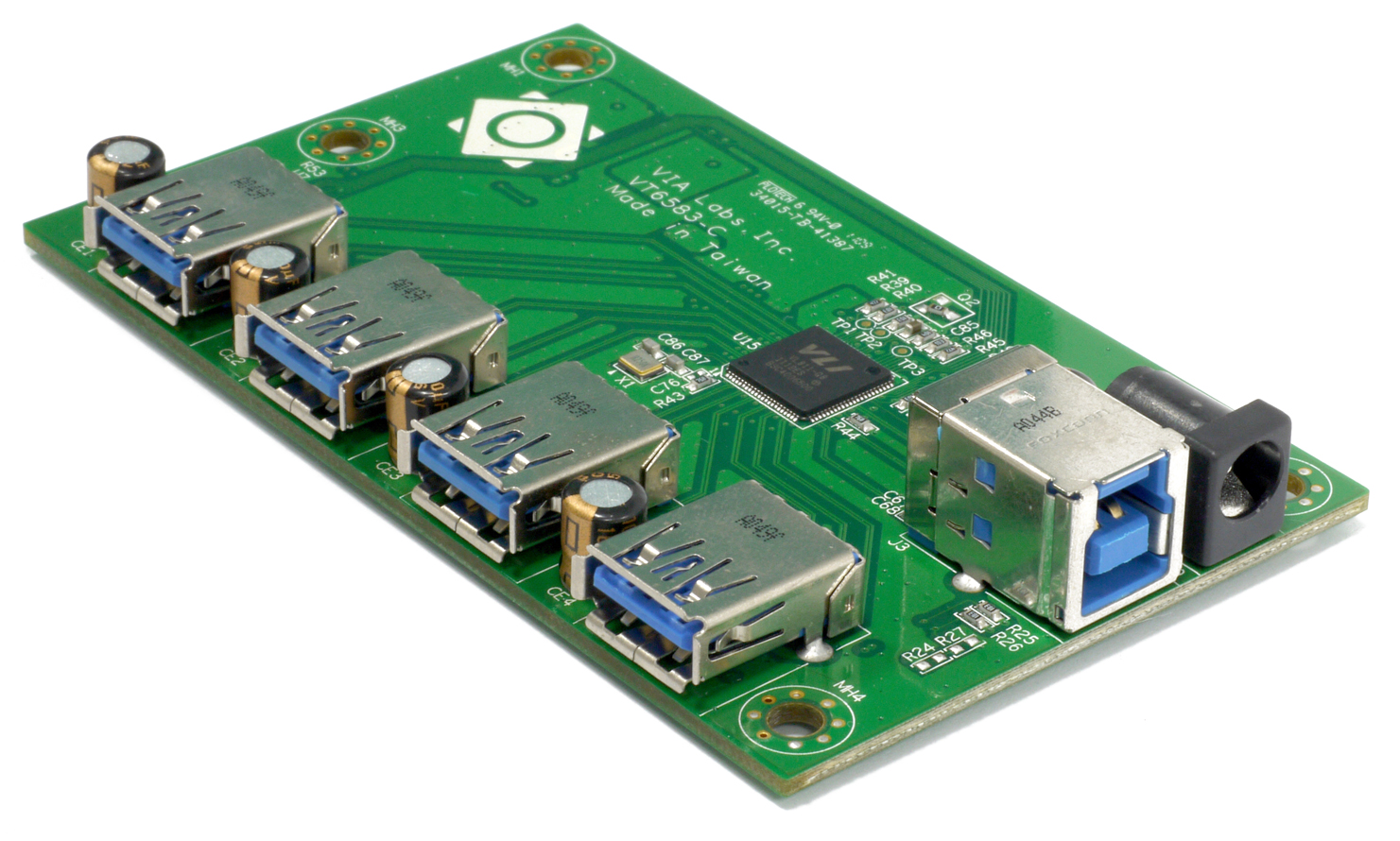
USB 3 보드(포트 허브)
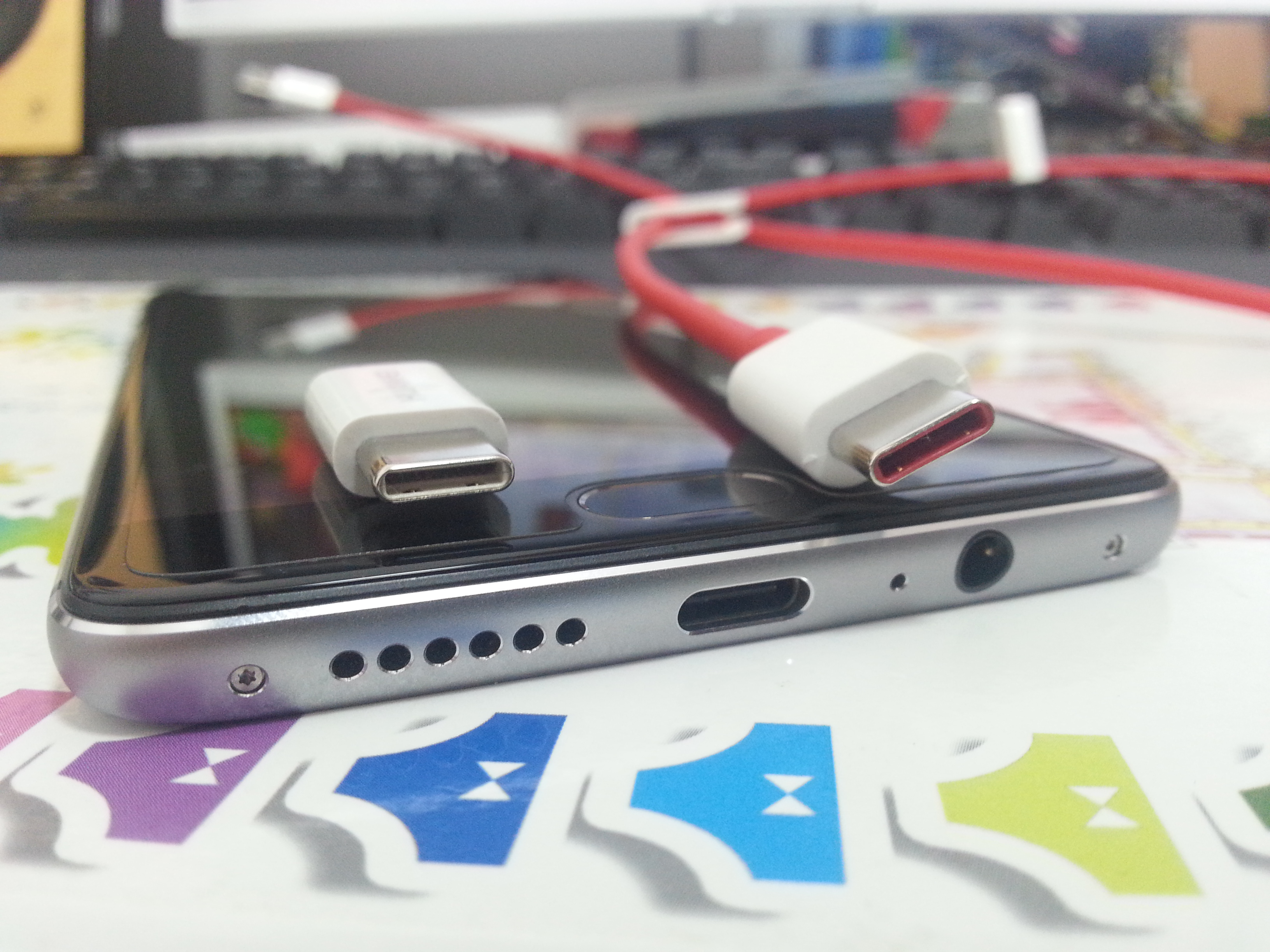
USB-C 휴대폰 포트 및 케이블

## 같이 보기
- 오디오 및 비디오 커넥터
- 버스 (컴퓨팅)